# Gustave Toursier
 (octobre 2023).
Gustave Toursier, né le 8 octobre 1869 à Serrières et mort le 15 février 1950, fut, dans l'entre-deux-guerres, fondateur de l'Union générale des Rhodaniens, association régionaliste qui regroupa la quasi-totalité des villes du Rhône, de sa source à son embouchure.

## Biographie
Gustave Toursier fonda en 1896 la collection des Guides Pol, premiers guides touristiques de France.
Il se maria en 1897 avec Rosanne Guillet, qui décéda 27 ans plus tard, le 24 février 1924. Parlant de cette période, Gustave Toursier évoquait « vingt sept ans de mariage, vingt sept ans de lune de miel ».
Nommé Grand Officier de l'instruction publique le 30 mai 1924, il fut déclaré citoyen d'honneur de la Ville de Tournon (délibération du 14 août 1926).
À l'occasion du centenaire du pont Marc-Seguin, en 1926, à Tournon-sur-Rhône, Gustave Toursier eut l'idée d'une Union générale des Rhôdaniens (UGR), qui fédérerait tous les peuples de la Vallée du Rhône, de la Suisse à Marseille. Ce mouvement fut probablement l'un des premiers mouvements régionalistes, parlant de décentralisation.
De 1926 jusqu'à la guerre de 1939, les Fêtes du Rhône dont il fut le fondateur rassemblèrent des milliers de personnes, venues de tout le sillon rhodanien, pour quelques jours de fêtes dans l'une des villes du Rhône.
En 1928, Gustave Toursier crée le musée du Rhône, à Tournon.
À travers ses congrès, l'UGR fut un catalyseur pour de nombreuses actions culturelles, (promotion et rénovation de sites, études archéologiques), économiques (aménagement du Rhône sur le point de vue de l'irrigation, de la navigation et de la fourniture d'énergie électrique, promotion du transport fluvial, stabilisation et aménagement des plages aux Saintes-Maries-de-la-Mer) et touristiques (développement du tourisme fluvial, promotion du tourisme vert).
À partir de 1933, Gustave Toursier s'oppose à une évolution de l'UGR qui lui semble contraire à son idée initiale, profondément ancrée dans l'unité des Rhodaniens. Il a le sentiment qu'une caste « littéraire », menée par Gabriel Faure cherche petit à petit à évincer les gens du peuple : suppression des expositions et concours d'apprentis, disparition des actions en faveur du monde agricole, mise en avant d'une « Académie » des lettres rhodaniennes. Il se battra jusqu'à un âge avancé contre cette évolution qu'il qualifiera de « complot ».

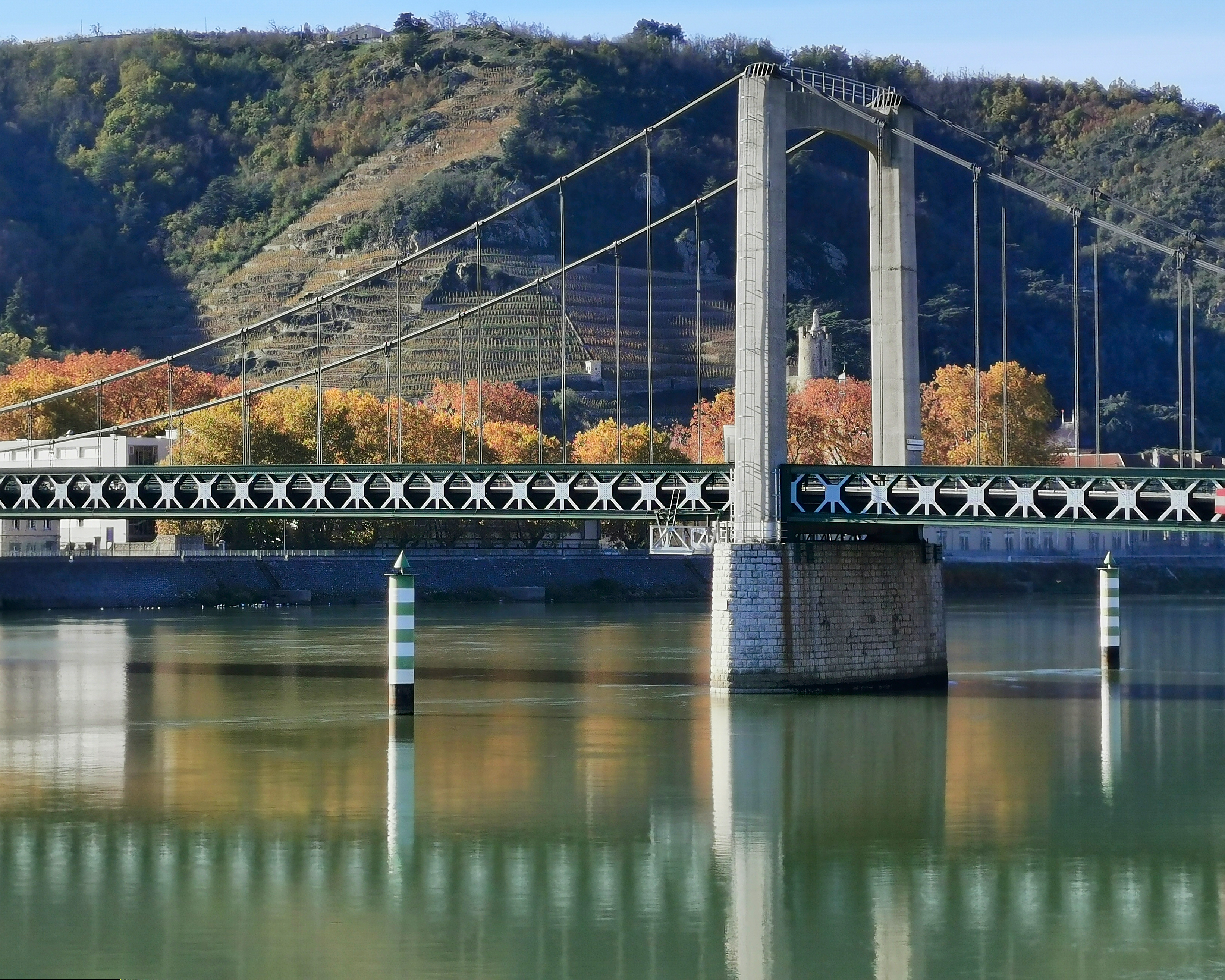
Pont Gustave Toursier entre Tournon-sur-Rhône et Tain-L'hermitage

 Entre 1933 et la fin de la Seconde Guerre mondiale, Gabriel Faure cherchera à « doter la ville de Tournon d'un musée » en s'attribuant le Musée de l'UGR, fondé sur l'idée conjointe de madame Fournier Terrassier et de Monsieur Toursier. Monsieur Toursier se battra vainement pour empêcher ce transfert, qui sera effectif peu après la Libération.
Après avoir sacrifié toute sa fortune à ce rêve de l'UGR, il meurt dans la plus grande simplicité le 15 février 1950. Il a été inhumé au cimetière de Serrières.
Gustave Toursier a laissé son nom à des rues en Ardèche (département), dans la Drôme (département) et en Isère (département), ainsi qu'un pont suspendu jeté entre Tain-l'Hermitage et Tournon.

### Sources
- Revue l'Or du Rhône no 1 de juillet 1926 à no 8 du 1er trimestre 1929, no 10 du 1er trimestre 1930 à no 18 (1932), no 24 (1933).
- Minutes du congrès de Valence de l'UGR (13 au 15 juin 1931), imprimées en 1934 par l'impr. Céas, à Valence
- Minutes du VIIIe congrès du Rhône, du 27 juin au 1er juillet 1934, éditées en 1935 par les impr. réunies, à Lausanne.
- Biographie Gustave Toursier et l'Union générale des Rhodaniens, Éditions Lacour-Ollé, 2011